# Byrrhus
Byrrhus är ett släkte av skalbaggar. Byrrhus ingår i familjen Byrrhidae. Släktet beskrevs av Otto Friedrich Müller 1764 och därefter av Carl von Linné 1767. Totalt har ett nittiotal arter beskrivits, varav fyra är bofasta i Sverige.

## Arter
Det finns ungefär nittio beskrivna arter i släktet.

- Byrrhus aenescens Korotyaev, 1997
- Byrrhus alemani (Fabbri & Putz, 1999)
- Byrrhus alpinus Gory, 1829
- Byrrhus altaesayanus Tshernyshev & Dudko, 2000
- Byrrhus americanus LeConte, 1850
- Byrrhus arietinus Steffahny, 1842
- Byrrhus artoprocerus Fabbri & Zhou, 2003
- Byrrhus auromicans Kiesenwetter, 1851
- Byrrhus bajankolensis Putz, 1998
- Byrrhus bermani Korotyaev, 1990
- Byrrhus breviuncinatus Fabbri in Fabbri & Zhou, 2003
- Byrrhus busii Fabbri, 2000
- Byrrhus caribooensis Hatch, 1962
- Byrrhus cavazzutii Fabbri, 2000
- Byrrhus chinensis Paulus, 1971
- Byrrhus cholashanensis Fabbri, 2000
- Byrrhus concolor Kirby, 1837
- Byrrhus crispisulcans Fabbri in Fabbri & Zhou, 2003
- Byrrhus cyclophorus Kirby, 1837
- Byrrhus dacatrai Fabbri, 2000
- Byrrhus danieli Paulus, 1974
- Byrrhus daxueshanensis Fabbri, 2000
- Byrrhus degiovannii Fabbri, 2000
- Byrrhus derrei Allemand, 1987
- Byrrhus desioi (Fiori, 1957)
- Byrrhus eniseyensis Tshernyshev & Dudko, 2000
- Byrrhus espanoli (Fiori, 1960)
- Byrrhus eximius LeConte, 1850
- Byrrhus fasciatus (Forster, 1771)
- Byrrhus focarilei Fabbri & Puetz, 1997
- Byrrhus fortii Fabbri, 2000
- Byrrhus franzi Putz, 1998
- Byrrhus gansuensis Fabbri, 2000
- Byrrhus geminatus LeConte, 1854
- Byrrhus gigas Fabricius, 1787
- Byrrhus glabratus Heer, 1841
- Byrrhus gracilicornis (Pic, 1922)
- Byrrhus hubeianus Fabbri, 2000
- Byrrhus janschneideri Fabbri, 2000
- Byrrhus kaszabi (Fiori & Fiori, 1986)
- Byrrhus kazakhstanus Fabbri, 2000
- Byrrhus kirbyi LeConte, 1854
- Byrrhus kozlovi Tshernyshev, 2000
- Byrrhus kusnetzovi Putz, 1998
- Byrrhus letiziae Fabbri, 2000
- Byrrhus lisae Jaeger, 2002
- Byrrhus lisellae (Fiori, 1953)
- Byrrhus litangensis Fabbri, 2000
- Byrrhus luhuoensis Fabbri, 2000
- Byrrhus luiginegrettoi Fabbri, 2000
- Byrrhus luniger Germar, 1817
- Byrrhus macrosetosus Paulus, 1971
- Byrrhus markamensis Fabbri, 2000
- Byrrhus mellonii Fabbri, 2000
- Byrrhus mordkovitshi Tshernyshev & Dudko, 1997
- Byrrhus muliensis Fabbri, 2000
- Byrrhus nicolasi (Fiori, Mellini & Crovetti, 1967)
- Byrrhus nigrosparsus Chevrolat, 1866
- Byrrhus nodulosus Champion, 1923
- Byrrhus numidicus Normand, 1935
- Byrrhus occidentalis (Fiori, 1953)
- Byrrhus pakistanus Fabbri, 2000
- Byrrhus pederzanii Fabbri, 2000
- Byrrhus pettiti G. Horn, 1871
- Byrrhus picipes Duftschmid, 1825
- Byrrhus pieraccinii Fabbri, 2000
- Byrrhus pilosellus Villa & Villa, 1833
- Byrrhus pilula (Linné, 1758)
- Byrrhus ponticus Paulus, 1974
- Byrrhus punjabanus Fabbri, 2000
- Byrrhus pustulatus (Forster, 1771)
- Byrrhus pyrenaeus Dufour, 1834
- Byrrhus qinghaicus Fabbri, 2000
- Byrrhus reitteri Fiori, 1957
- Byrrhus rugipennis Fabbri, 2005
- Byrrhus seravshanensis Putz, 1998
- Byrrhus sichuanus Fabbri, 2000
- Byrrhus signatus Sturm, 1823
- Byrrhus singularis Pic, 1923
- Byrrhus sochondensis Tshernyshev in Tshernyshev & Putz, 1999
- Byrrhus staveni Fabbri, 2000
- Byrrhus stoicus (Müller, 1776)
- Byrrhus tagliaferrii Fabbri, 2000
- Byrrhus talgarensis Putz, 1998
- Byrrhus tibetanus Paulus, 1971
- Byrrhus turnai Fabbri, 2000
- Byrrhus tuscanus Dohrn, 1872
- Byrrhus vallei Fabbri, 2000
- Byrrhus wittmeri Putz, 1998
- Byrrhus zoiai Fabbri, 2000

## Svenska arter
I Sverige är fyra arter bofasta och reproducerande: Byrrhus arietinus, Byrrhus fasciatus, Byrrhus pilula och  Byrrhus pustulatus.
B. pilula är mer "långsträckt" (med parallella kroppsidor) och något större (8-9 mm) än övriga arter och halsskölden är mattpunkterad. Täckvingarna är matta.
B. pustulatus har en glänsande halssköld som är mattpunkterad i framkanten och dess täckvingar är bredast vid eller framför mitten. Mellanbenets sista fotled är lika lång som de fyra övriga lederna tillsammans.
B. fasciatus har glänsande glatt halssköld och de matta täckvingarna är bredast bakom mitten. Mellanbenets sista fotled är längre än de övriga fyra lederna tillsammans.
B. arietinus skijer sig från B. fasciatus genom svagt glänsande täckvingar med grövre punktering.

## Bildgalleri

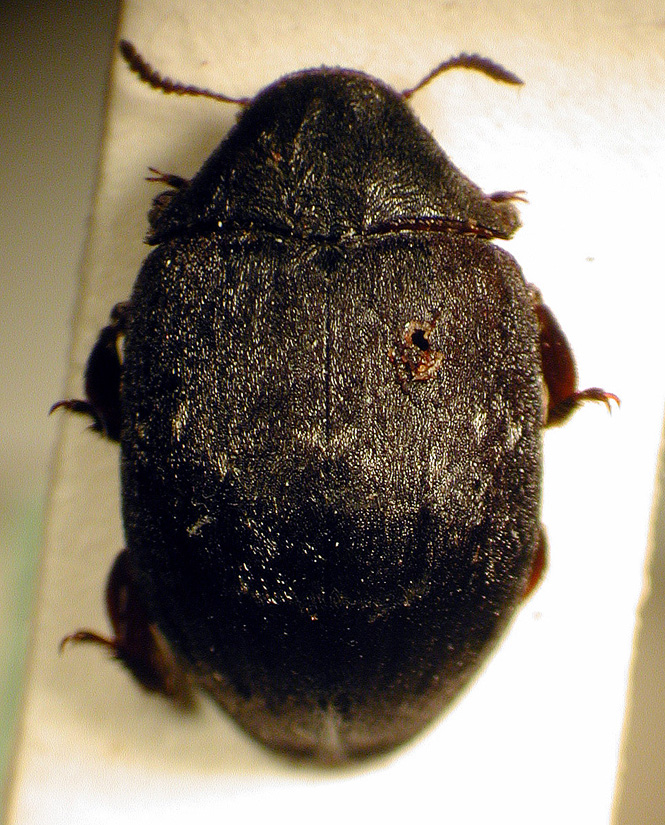
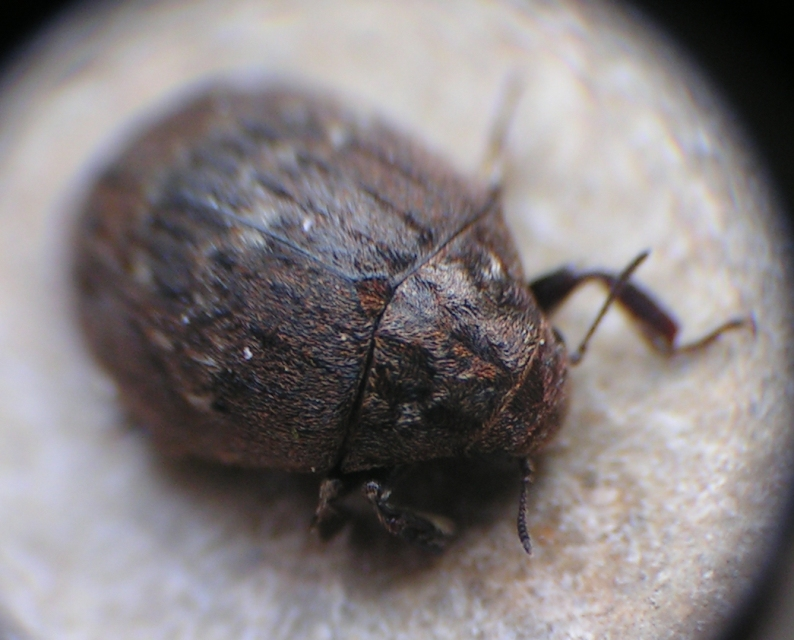
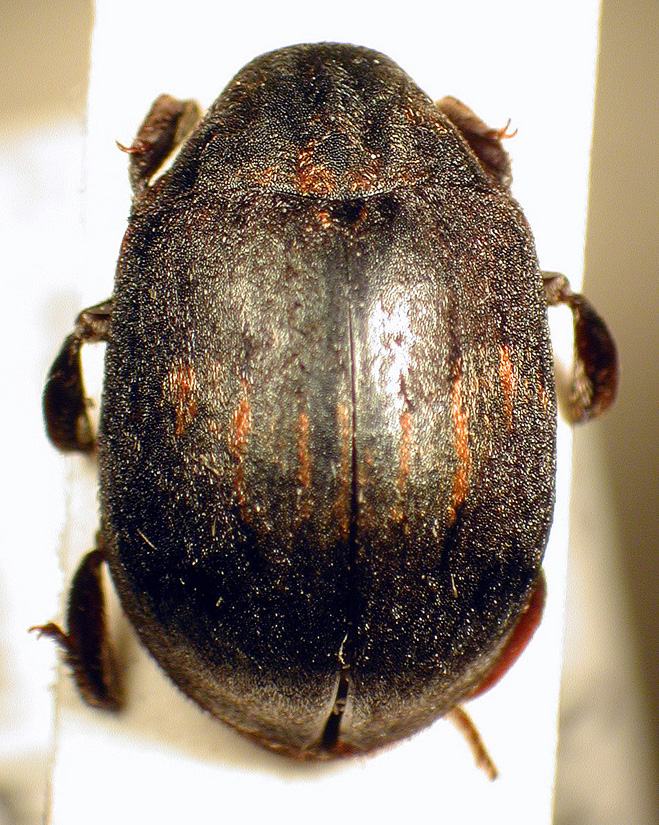
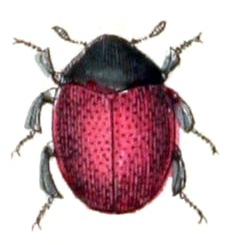
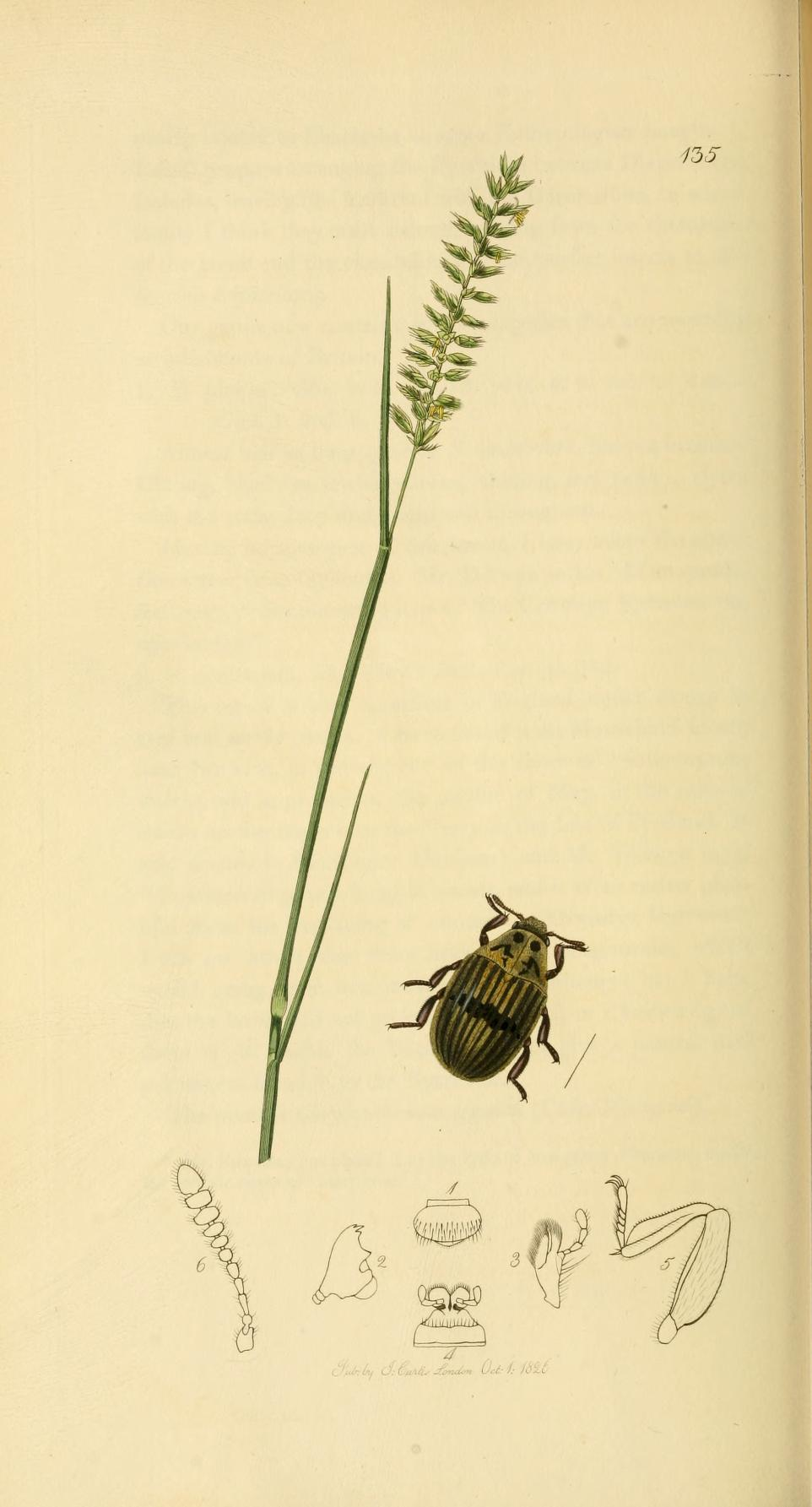